# Албанские песни передовых воинов
Алба́нские пе́сни передовы́х во́инов (алб. Këngë Kreshnikësh or Cikli i Kreshnikëve) ― часть традиционного цикла албанской народной поэзии. Тексты песен получили свои чёткие очертания в XVII и XVIII веках и передавались в устной форме албанскими бардами. Впервые зафиксированы в письменном виде в первой половине XX века францисканскими монахами Штефаном Гечови и Бернардином Палаем. Палай в итоге стал первым, кто опубликовал их в Албании в 1937 году. Традиция исполнения бардами песен по памяти в современной Европе по-прежнему живёт лишь в Албании.

## История

Штефан Гечови

Песни появились в южнославянской среде и передавались (некоторые исследователи говорят, что сказали возвращались) албанцам. Исследования показывают, что все эти песни происходят из XVII и XVIII веков, и передавались в устной форме албанскими бардами. Хотя сюжеты зародились в славянской Боснии, песни эти представляют собой не просто перевод с сербско-хорватского, поскольку с течением временем они перерабатывались в северной Албании.

### Исследования до Второй мировой войны
Францисканский священник Штефан Гечови был первым, кто начал собирать албанский Kanun (нормы обычного права) и фиксировать его в письменной форме. Помимо этого он также начал собирать тексты песен передовых воиновElsie & Mathie-Heck, 2004, p. xi. Начиная с 1919 года, дело Гечови продолжил преподобный Бернандин Палай. Как Гечови, так и Палай путешествовали пешком, чтобы встретиться с бардами и записать их песни. Këngë Kreshnikësh dhe Legenda (труд «Песни передовых воинов и легенды») впервые был опубликован в 1937 году, после смерти Гечови и затем был включён в книгу Visaret e Kombit (Сокровища нации).
В это же время, параллельно с Албанией, югославские ученые заинтересовались песнями неграмотных бардов Санджака и Боснии. Эти исследования привлекли внимание Мильмана Пэрри, специалиста по Гомеру и ученому из Гарвардского университета, а также его тогдашнего помощника, Альберта Лорда. Пэрри и Лорд провели год в Боснии (1934―1935) и вместе записали 12 500 текстов.
Из пяти бардов, чьи песни они записали, четверо были албанцами: Ульянин Салих, Джемаль Зогич, Сулейман Макич и Алия Фьюланин. Все эти певцы были из Нови-Пазара и Санджака, и были в состоянии воспроизвести одни и те же песни как на албанском, так и на сербохорватском.

В 1937 году, вскоре после смерти Пэрри, Лорд отправился в Албанию, начал учить албанский и путешествовал по всей стране, собирая албанский героический эпос. Го записи хранятся сейчас в Коллекции Мильмана Пэрри в Гарвардском университете. Лорд об их начинании написал следующее:

«Будучи в Нови-Пазаре, Пэрри записал несколько албанских песен от одного из певцов, который пел на обоих языках. Музыкальный инструмент, используемый для аккомпанемента для этих песен ― гусле (по-албански ― lahuta). Строфа на албанском короче, чем сербский десятисложный стих, и чаще всего используются примитивные рифмы. Очевидно, что изучение обмена формул и традиционных пассажей между этими двумя языками могло бы быть плодотворно: перед нами находится замечательный пример того, как устная поэзия переходит из одной языковой группы в другую, которая находится рядом с ней. Однако, в 1935 году у нас не было достаточно времени для того, чтобы собрать много материала или выучить албанский язык. Будучи в Дубровнике летом 1937 года, я имел возможность изучать албанский язык, а в сентябре и октябре того же года я отправился в горы северной Албании из Шкодера в Кукес, пройдя мимо городов Бога, Тети, Абат и Тропое, возвратившись обратно более южным маршрутом. Я собрал около ста сюжетные композиции, многие из них были короткими, но несколько были размерами от пяти сотен до тысячи строк длиной. Мы выяснили, что есть некоторые песни, общие для сербохорватской и албанской традиции и что ряд мусульманских героев из югославской поэзии, такие как Мужо, Холили Хрнийца и Алия Джерзелез, также известны в Албании. Многое ещё предстоит выяснить в этой области, прежде чем мы сможем сказать точно, какие на самом деле обстоят отношения между двумя традициями.»

### Исследования после Второй мировой войны
Исследования в области албанской литературы возобновились в Албании в 1950-х годах после создания Албанского института науки, предтечи Академии наук Албании. Основание Центра албанологических исследований в 1961 году имело особое значение для дальнейшего исследования и публикации произведений фольклора на удовлетворительном научном уровне. Помимо этого, фонд Албанологического института (алб. Instituti Albanologjik) в Приштине также произвёл значительное количество работ в сфере албанского эпоса.
Сербскохорватский эпос, как видимо, вымер ещё со времён Пэрри и Лорда, поскольку не осталось больше никаких бардов, которые бы исполняли эти песни, в то время как албанский эпос по-прежнему живёт. Сейчас всё ещё есть большое количество lahutars в Албании, Косово, и даже в албанских районах Черногории. Считается, что эти люди являются последними традиционными исполнителями эпических песен в Европе.
Песни, связанные вместе, образуют длинный стих, похожий на финскую «Калевала», составленную и опубликованную в 1835 году Элиасом Лённротом, и которая была собрана из финского и карельского фольклора.
Албанские песни передовых воинов считаются произведением Герга Фишта, который вдохновлялся произведением Lahuta е Malcis.

## Алия Джерзелез
Одна из самых известных песен цикла ― это сказ об Алие Джерзелезе, воине, который получил девять ран и который лежал больной в течение девяти лет в своем доме. Когда до него доходит новость о том, что Баложах и Ци («Чёрный Рыцарь») пришёл из моря и начал убивать людей, Алия встаёт с постели и убивает Баложаха.